# Показатель цвета B−V

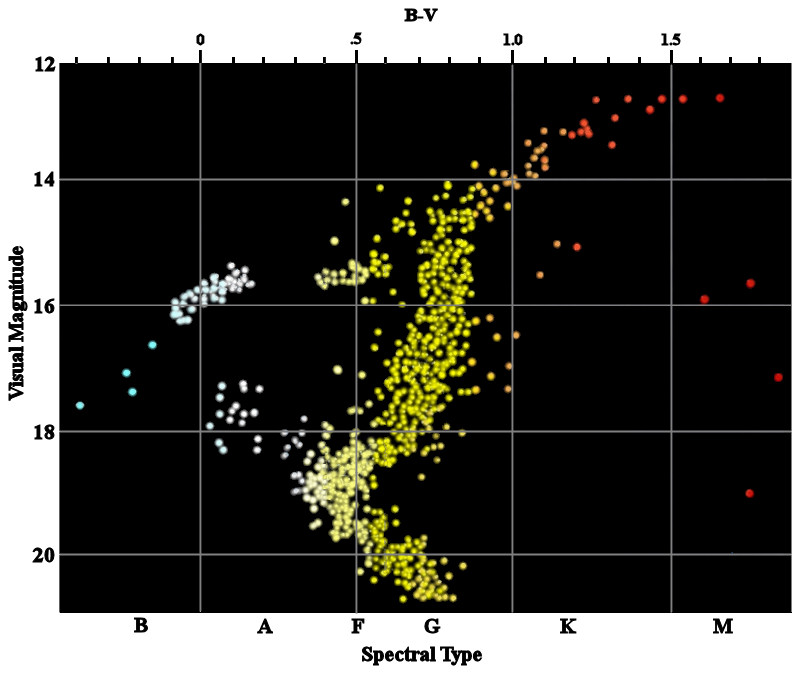
Показатели цвета B−V (верхняя горизонтальная ось) звёзд шарового звёздного скопления M 3.

Показа́тель цве́та B−V («B минус V») — один из двух показателей цвета фотометрической системы UBV. Наиболее широко используемая характеристика цвета астрономических объектов.
Как и другие показатели цвета, B−V характеризует распределение энергии в спектре объекта, то есть его цвет. Звёзды и другие объекты обычно излучают разное количество энергии в разных спектральных диапазонах. Например, горячие звезды испускают больше синего света, чем красного, а холодные — больше красного, чем синего. Поэтому цвет звезды можно охарактеризовать разницей её звёздных величин, измеренных в разных диапазонах (с разными светофильтрами).
Величина B (от англ. blue — «синий»; блеск объекта в «синем» диапазоне) измеряется при помощи стандартного фильтра B-диапазона (максимум чувствительности на длине волны 435 нм), а величина V (от visual — «визуальная») — с помощью фильтра V-диапазона (максимум чувствительности приходится на зелёный цвет с длиной волны 555 нм). Их разница и является показателем цвета B−V.
Система UBV определена таким образом, что для белых звёзд спектрального класса A0V все 3 величины — U, B, V — равны друг другу. Таким образом, показатели цвета B−V и U−B этих звёзд равны нулю.
Красные объекты излучают синего света меньше, чем любого другого, поэтому их звёздная величина в синем диапазоне (B) больше, чем в визуальном (V). Таким образом, для них B−V > 0. Голубые объекты имеют, наоборот, B−V < 0. У самых голубых звёзд B−V доходит до −0,35m, а у самых красных — до +2m…+3m, иногда больше. Очень насыщенный красный цвет и, соответственно, большой B−V у углеродных звёзд. Например, T Лиры имеет B−V = 5,46m.
По показателю цвета звезды можно сделать примерные выводы о её температуре. Чем больше показатель цвета, тем холоднее звезда (и тем более поздний её спектральный класс). Если звезда излучает как абсолютно чёрное тело с температурой T, то связь между показателем цвета и температурой имеет вид
{\displaystyle T=4600\left({{\frac {1}{0{,}92(B-V)+1{,}7}}+{\frac {1}{0{,}92(B-V)+0{,}62}}}\right)}
В действительности на цвет звёзд влияет не только температура, но и другие факторы, в частности, химический состав — например, у углеродных звёзд. Поэтому приведённая зависимость является лишь приближённой. Для холодных звёзд она соблюдается хуже, чем для горячих. Построению эмпирической и полуэмпирической зависимости между температурой и показателем цвета посвящена обширная литература.
Наблюдаемый показатель цвета некоторых звёзд (особенно далёких) увеличен за счёт межзвёздного покраснения (свет краснеет, проходя через межзвёздную среду, — явление, аналогичное покраснению Солнца возле горизонта).
| Звезда        | Спектральный класс | цвет         | B−V, зв. вел. |
| ------------- | ------------------ | ------------ | ------------- |
| Шаула (λ Sco) | B1.5-2             | бело-голубой | −0,23         |
| Беллатрикс    | B2                 | бело-голубой | −0,22         |
| Спика         | B1/B2              | бело-голубой | −0,13         |
| Ригель        | B8                 | белый        | −0,03         |
| Вега          | A0                 | белый        | 0,00          |
| Сириус        | A1                 | белый        | +0,01         |
| Процион       | F5                 | желтоватый   | +0,42         |
| Солнце        | G2                 | жёлтый       | +0,65         |
| Арктур        | K1,5               | оранжевый    | +1,22         |
| Альдебаран    | K5                 | оранжевый    | +1,54         |
| Бетельгейзе   | M2                 | красный      | +1,86         |
| Антарес       | M1.5               | красный      | +1,87         |
| Мю Цефея      | M2                 | красный      | +2,26         |